# Frétoy-le-Château
Frétoy-le-Château település Franciaországban, Oise megyében. Lakosainak száma 264 fő (2022. január 1.). Frétoy-le-Château Beaulieu-les-Fontaines, Bussy, Campagne, Fréniches, Libermont, Muirancourt és Ercheu községekkel határos.

## Népesség
A település népességének változása:
| Lakosok száma | 267  | 256  | 260  | 256  | 259  | 261  | 264  | 264  | 264  |
|               | 2013 | 2015 | 2016 | 2017 | 2018 | 2019 | 2020 | 2021 | 2022 |